# 戴一俊
戴一俊（1530年9月29日—1607年9月15日），字惟宅，号卓峰，一號石室主人，福建惠安崇武人，祖籍福建漳州，明朝政治人物，嘉靖癸丑進士，官至廣東副使。

## 生平
嘉靖三十一年（1552年）福建鄉試第六十名，嘉靖三十二年（1553年）联捷進士第二甲第九十四名。都察院观政，初授南京刑部主事，历员外郎、郎中。嘉靖四十一年（1562年）出知浙江温州府。嘉靖四十三年（1564年）任广东按察司副使。隆庆元年（1567年）被贬为雷州府知府。不久辞官返乡，构石室于惠安县城西郊片瓦岩（现一片瓦寺）。著有《石室藏稿》2卷。

## 家族
曾祖父戴廷讓，祖父戴晟，父戴琦，母何氏。弟戴一敬。